# Bill Schmidt
William David „Bill“ Schmidt (* 29. Dezember 1947 in Muse, Pennsylvania) ist ein ehemaliger US-amerikanischer Leichtathlet, der in den 1970er Jahren als Speerwerfer erfolgreich war. 
Er erreichte bei den amerikanischen Meisterschaften folgende Platzierungen:
| Jahr  | 1972       | 1974       | 1975        | 1976       | 1978          | 1979        |
| Weite | 256-2 (4.) | 261-7 (4.) | 253-10 (6.) | 263-3 (3.) | 276-9 MEISTER | 262-11 (3.) |

Schmidt nahm an den Olympischen Spielen 1972 in München teil. Zunächst hatte er das Glück, dass die US-Meisterschaften nicht gleichzeitig als Olympiaausscheidung galten, denn in diesem Fall hätte er als Viertplatzierter zu Hause bleiben müssen. Die Trials dagegen gewann er mit 270-6. In München hatte er erneut das Glück auf seiner Seite. Die geforderte Qualifikationsweite von 80 m verfehlte er zwar, da aber nur sieben Werfer diese Marke übertrafen, für das Finale aber zwölf Werfer vorgesehen waren, durfte er nachrücken. Nun explodierte er förmlich und landete mit 84,42 m und 84,12 m gleich zwei Würfe weit jenseits der 80-m-Linie. Damit gewann er die Bronzemedaille hinter Klaus Wolfermann und Jānis Lūsis, wobei beiden über 90 m kamen, und vor dem unglücklichen Finnen Hannu Siitonen, dem zum Gewinn einer Medaille ganze 11 cm fehlten. 
Bei der Universiade 1975 in Rom gewann er mit 80,20 m die Silbermedaille hinter dem Rumänen Gheorghe Megelea (Gold mit 81,30 m).
Bereits im Jahr 1970 hatte Schmidt mit 85,52 m seine persönliche Bestleistung aufgestellt.